# ریل‌ها و پیوندها
ریل‌ها و پیوندها (به انگلیسی: Rails & Ties) فیلمی محصول سال ۲۰۰۷ و به کارگردانی آلیسون ایستوود است. در این فیلم بازیگرانی همچون کوین بیکن، مارسیا گی هاردن، مایلز هایزر، یوجین برد، برایان بوگلسکی، بانی روت، مارین هینکل، مارگو مارتیندال و کاترین جوستن ایفای نقش کرده‌اند.